# Какуда Макото
Макото Какуда (яп. 角田 誠, нар. 10 липня 1983, Кіото) — японський футболіст, захисник клубу «Сімідзу С-Палс».
Виступав, зокрема, за клуби «Кіото Санга» та «Вегалта Сендай».

## Ігрова кар'єра
Народився 10 липня 1983 року в місті Кіото. Вихованець футбольної школи клубу «Кіото Санга». Дорослу футбольну кар'єру розпочав 2000 року в основній команді того ж клубу, в якій провів три сезони, взявши участь у 55 матчах чемпіонату. 
Своєю грою за цю команду привернув увагу представників тренерського штабу клубу «Нагоя Грампус», до складу якого приєднався 2004 року. Відіграв за команду з Нагої наступні чотири сезони своєї ігрової кар'єри. Протягом 2006 року також знову грав за «Кіото Санга», цього разу як орендований гравець.
2007 року повернувся до «Кіото Санга» на умовах повноцінного контракту. Цього разу провів у складі його команди чотири сезони. Більшість часу, проведеного у складі «Кіото Санга», був основним гравцем захисту команди.
З 2011 року чотири сезони захищав кольори команди клубу «Вегалта Сендай». Граючи у складі «Вегалта Сендай» також здебільшого виходив на поле в основному складі команди.
Частину 2015 року провів в оренді в «Кавасакі Фронталє». Того ж року був орендований командою «Сімідзу С-Палс», а з наступного року став її повноцінним гравцем. Станом на 2 грудня 2017 року відіграв за команду з міста Сідзуока 54 матчі в національному чемпіонаті.

## Виступи за збірну
2003 року провів чотири гри за молодіжну збірну Японії. У її складі був учасником молодіжного чемпіонату світу 2003 року.

## Титули і досягнення
- Володар Кубка Імператора (1):

«Кіото Санґа»: 2002